# Stiepan Akopow
Stiepan Akopowicz Akopow (ros. Степа́н Ако́пович Ако́пов, ur. 14 grudnia?/26 grudnia 1899 w Tyflisie, zm. 9 sierpnia 1958 w Moskwie) – radziecki polityk ormiańskiego pochodzenia.

## Życiorys
W latach 1919–1921 sekretarz rejonowego komitetu Komsomołu Gruzji, od października 1919 członek RKP(b). 1921-1922 kierownik wydziału i sekretarz odpowiedzialny miejskiego komitetu Komsomołu w Tyflisie, 1922-1924 studiował w Instytucie Mechaniczno-Inżynierskim im. Baumana w Moskwie, następnie instruktor i zastępca kierownika wydziału rejonowego komitetu partyjnego w Moskwie. Od lutego 1927 kierownik wydziału komitetu powiatowego WKP(b) w obwodzie moskiewskim, 1928-1931 ponownie studiował w Instytucie im. Baumana, po ukończeniu studiów inżynier elektryk w fabryce – kierownik warsztatu, kierownik wydziału produkcji, zastępca dyrektora technicznego i dyrektor techniczny. 1936-1937 dyrektor fabryki, 1937-1939 dyrektor Uralskiej Fabryki Budowy Maszyn Ciężkich, od lutego 1939 zastępca, a od maja do października 1940 I zastępca ludowego komisarza budowy maszyn ciężkich ZSRR. Od października 1940 I zastępca ludowego komisarza, a od 11 września 1941 do 17 lutego 1946 ludowy komisarz budowy maszyn średnich ZSRR. Od 17 lutego 1946 ludowy komisarz, a od 15 marca 1946 do 17 lutego 1947 minister przemysłu samochodowego ZSRR, od 23 sierpnia 1947 do 18 kwietnia 1950 minister przemysłu samochodowego i traktorowego ZSRR, następnie zastępca ministra budowy maszyn rolniczych ZSRR – szef Głównego Zarządu Przemysłu Kombajnowego ZSRR. Od marca 1953 I zastępca ministra, a od 29 czerwca 1953 do 19 kwietnia 1954 minister budowy maszyn ZSRR, od 19 kwietnia 1954 do 23 lipca 1955 minister przemysłu samochodowego, traktorowego i maszyn rolniczych ZSRR, następnie na emeryturze. Deputowany do Rady Najwyższej ZSRR. Pochowany na Cmentarzu Nowodziewiczym.

## Odznaczenia
- Order Lenina (trzykrotnie, m.in. 24 grudnia 1949)
- Order Kutuzowa I klasy
- Order Czerwonego Sztandaru Pracy
- Order Czerwonej Gwiazdy